# محاصره مارونه

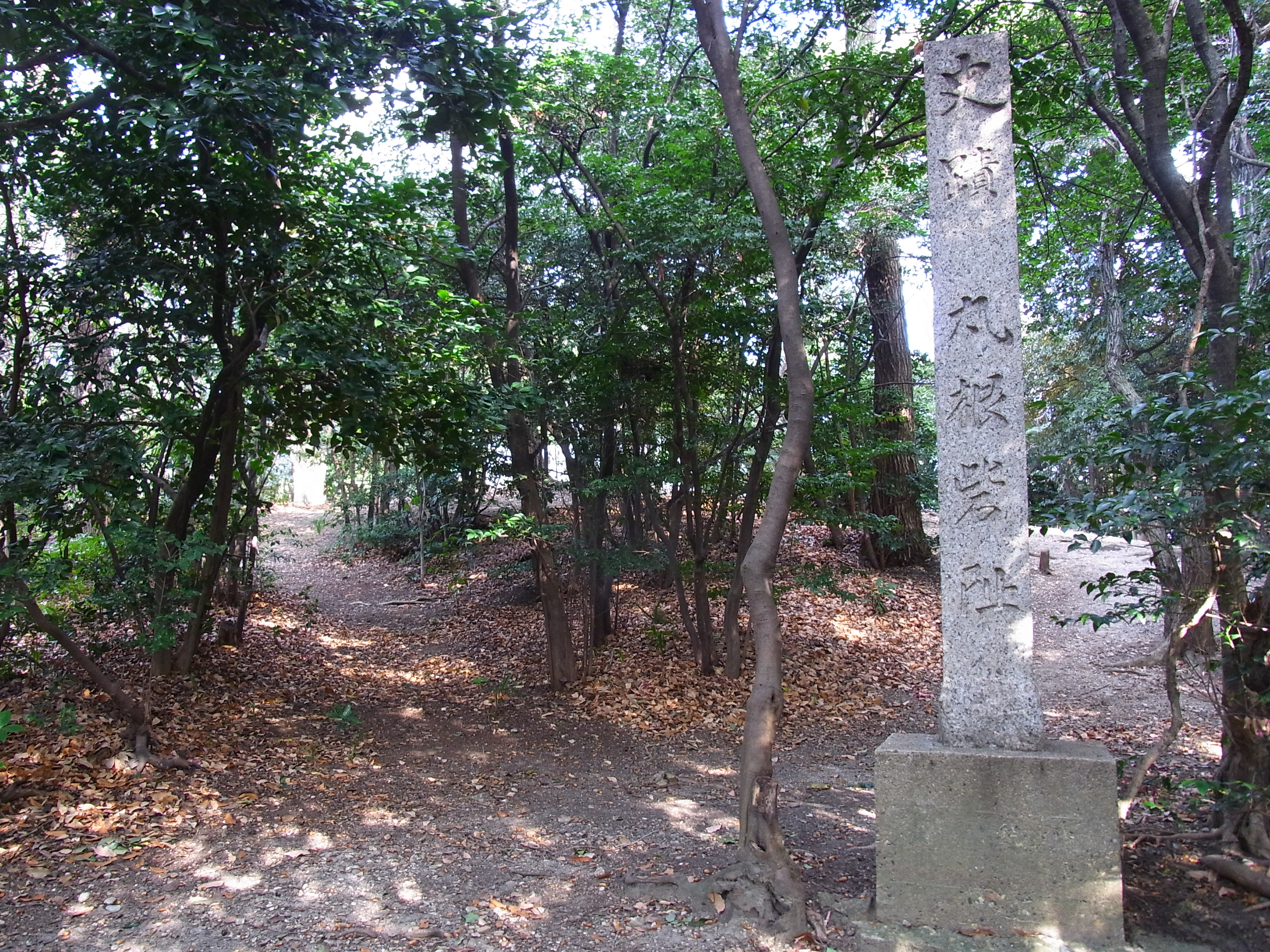
محاصره مارونه

محاصره مارونه (به ژاپنی: 丸根砦の戦い، Marune no Tatakai) نبردی بود که دوره سن‌گوکو و در سال ۱۵۶۰–۱۵۵۹ میلادی مابین نیروهای متحد اودا نوبوناگا و از سوی دیگر ایماگاوا یوشیموتو (دایمیوی ولایت اومی) درگرفت. مارونه نام قلعه‌ای بود که در اختیار اودا نوبوناگا قرار داشت. توکوگاوا ایه‌یاسو (نام در آن زمان یاسوموتو) در آن زمان نزد ایماگاوا یوشیموتو گروگان بود و به‌طور اجباری به خدمت او درآمده بود. گرفتن قلعه گام مهمی در جهت پیشرفت یوشیموتو بود و در نهایت سقوط قلعه به نبرد اوکه‌هازاما در سال ۱۵۶۰ میلادی منجر شد. در طول محاصرهٔ این قلعه، ایه‌یاسو از تفنگ شمخال به‌خوبی استفاده کرد و ساکوما موریشیگه، فرمانده قلعه، توسط گلوله کشته شد.
مکان جنگ به همراه خرابه‌های قلعه اوتاکا و قلعه واشیزو به عنوان یک مکان تاریخی ملی تعیین شده‌است.
در سال ۱۵۵۹، اودا نوبوناگا آن را به همراه «قلعه واشیزو» و «قلعه زنشوجی» به عنوان خط مقدم در اختلافات ارضی خود با ایماگاوا یوشیموتو ساخت. این سایت در ۴۰۰ متری جنوب شرقی قلعه واشیزو و تقریباً ۸۰۰ متر شرق قلعه اوتاکا واقع شده‌است. این مکان در نوک تپه ای ساخته شده‌است که از نارومی امتداد دارد و ابعاد قلعه از شرق به غرب ۳۶ متر و از شمال ۲۸ متر است. به سمت جنوب، توسط یک خندق بیرونی به عرض ۳٫۶ متر احاطه شده‌است.
در ایروکو (۱۲ ژوئن ۱۵۶۰)، مقدمه ای برای نبرد اوکه‌هازاما برگزار شد و ارتش اودا به رهبری موریشیگه ساکوما در منطقه سنگر گرفت، اما توسط ارتش ایماگاوا به رهبری توکوگاوا ایه‌یاسو (موتویاسو ماتسودایرا) شکست خورد. و نابود شد. گفته می‌شود که. پس از آن، خاندان توکوگاوا که در ولایت میکاوا مستقل شدند و خاندان اودا با هم متحد شدند، بنابراین این قلعه‌ها اهمیت خود را از دست دادند و رها شدند.